# Camp Ipperwash
Le camp Ipperwash est un ancien complexe d'entraînement des Forces canadiennes situé dans le comté de Lambton en Ontario près de Kettle Point 44.